# 海老瀬はな
海老瀬 はな（えびせ はな、1985年12月9日 - ）は、日本の女優。京都府出身。松竹エンタテインメント所属。

## 人物・略歴
1985年12月9日生まれ、京都府出身。
2005年、松竹が110周年を記念して行った女優発掘オーディション松竹STAR GATEにおいて、1万3千人の中からグランプリを受賞。
2006年8月に公開された『釣りバカ日誌17 あとは能登なれハマとなれ!』にて映画デビュー。

## 出演

### 映画
- 釣りバカ日誌17 あとは能登なれハマとなれ!（2006年） - 佐伯千秋 役
- 犬と私の10の約束（2008年） - 高橋 朋 役
- ハッピーフライト（2008年） - キャビンアテンダント片桐友加 役
- 築城せよ!（2009年） - ヒロイン・井原ナツキ 役
- 京都太秦物語（2010年） - 主演・東出京子 役
- 武士の献立（2013年） - 女中たみ 役
- 太秦ライムライト（2014年） - 香美山奈那子 役
- こいのわ 婚活クルージング（2017年） - 若山佐緒里 役
- ソローキンの見た桜（2019年） - 竹場ナカ 役

### テレビドラマ
- 陽炎の辻〜居眠り磐音 江戸双紙〜3 （2009年4-7月、NHK） - お有 役
- 陽炎の辻スペシャル〜居眠り磐音 江戸双紙〜・「海の母」（2010年1月1日、NHK） - お有 役
- 平清盛 （2012年1月-、NHK大河ドラマ） - 秀子 役
- 鈴子の恋 ミヤコ蝶々女の一代記 （2012年1月-、東海テレビ） - 佐伯茂子 役
- 呪報2405 ワタシが死ぬ理由 第3話・第4話（2012年7月26日・8月2日、関西テレビ） - 岩崎奈保 役
- 鬼平犯科帳スペシャル 泥鰌の和助始末（2013年1月4日、フジテレビ） - お静 役
- ガラスの家 第8話（2013年10月22日、NHK） - 花見沢みどり（写真）役
- 神谷玄次郎捕物控 第2話（2014年4月11日、NHK BSプレミアム）
- ドラマスペシャル 黒の斜面（2016年1月24日、テレビ朝日）
- 日曜ワイド 「欠点だらけの刑事」（2018年） ‐ 飯塚妙子
- 水戸黄門 シーズン2 第9話「老公、なんばしよっと？・福岡」（2019年8月11日、BS-TBS） - 貝原初子 役

### バラエティ番組
- ザ・NIPPON検定 (2007年、フジテレビ）
- あげテンッ （2009年7月2日、東海テレビ）
- ちちんぷいぷい （2009年7月2日、毎日放送）
- 知っとこ!（2009年7月4日・2010年5月22日、毎日放送）

### CM
- 北國銀行（2006年9月 - 2013年）
- 長沼静きもの学院（2010年）
- 文部科学省 国民読書年イメージキャラクター（2010年）
- 大正製薬「ナロンエースR」（2011年）
- 川商フーズ イメージキャラクター（2013年 - ）「ノザキのコンビーフ」
- 神明（2013年 - ） 「あかふじ今日のごはん」、ソフトスチーム米「10分ごはん」
- 北陸中日新聞（2020年3月 - ）